# رصدخانه مونوکی
۱۹°۴۹′۲۸″ شمالی ۱۵۵°۲۸′۲۴″ غربی / ۱۹٫۸۲۴۴۴°شمالی ۱۵۵٫۴۷۳۳۳°غربی

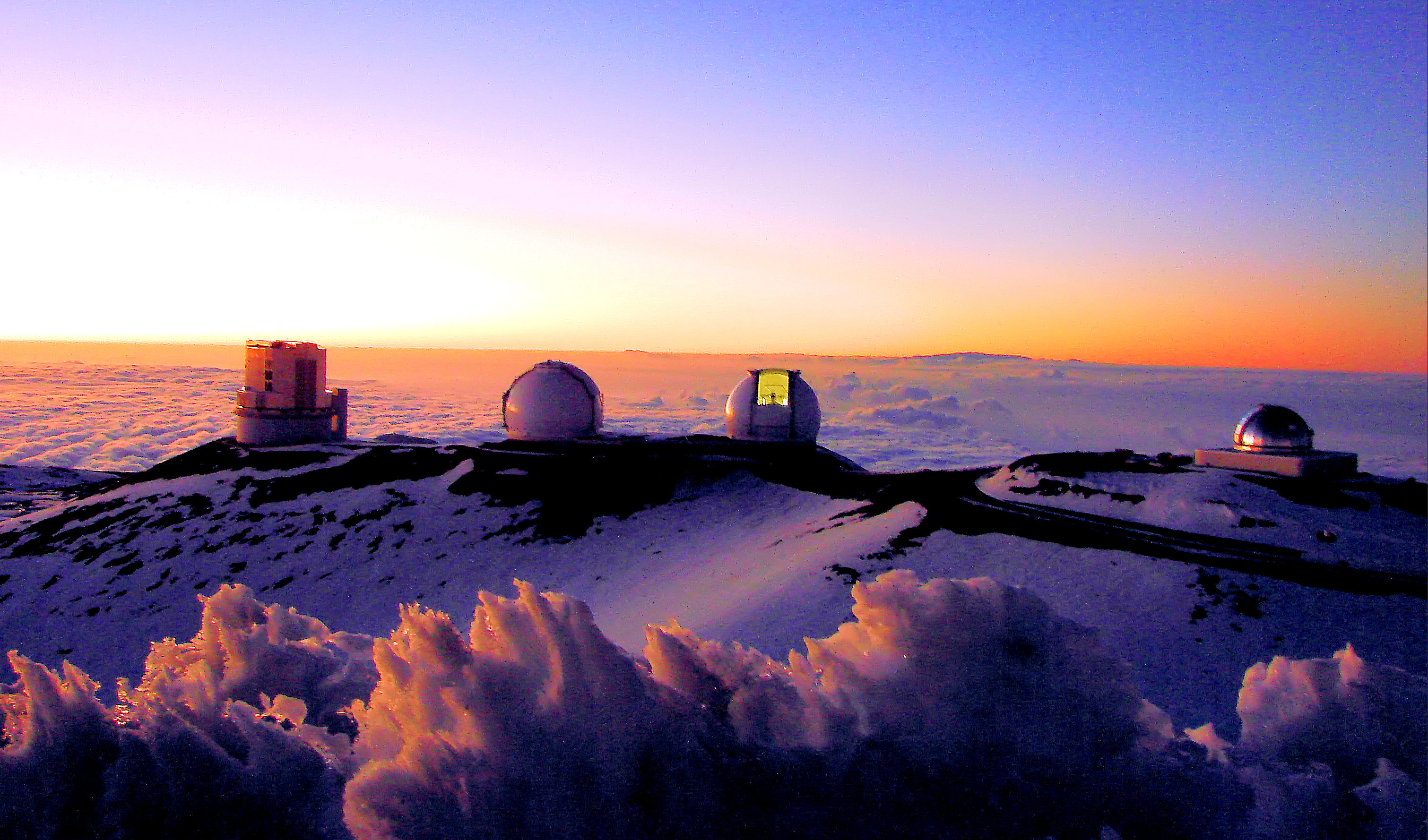
تلسکوپ‌های کک، سوبارو، و IRTF در این عکس دیده می‌شوند

رصدخانه مونوکی یا رصدخانه مونا کیا (به انگلیسی: Mauna Kea Observatory) یک مرکز نجوم معروف در کشور آمریکا در هاوایی است.
این رصدخانه که در ارتفاع ۴٬۲۰۵ متری از سطح دریا بر روی کوه مونا کیا قرار دارد، توسط دانشگاه هاوایی اداره می‌شود.
از تلسکوپ‌های بزرگ این مرکز می‌توان دو تلسکوپ کک، تلسکوپ سوبارو، و تلسکوپ جمینی-شمالی را نام برد.